# Winnipeg Challenger 2024
Il Winnipeg Challenger 2024 è stato un torneo maschile di tennis professionistico. È stata la 7ª edizione del torneo, facente parte della categoria Challenger 75 nell'ambito dell'ATP Challenger Tour 2024, con un montepremi di 82 000 $. Si è giocato dall'8 al 14 luglio 2024 sui campi in cemento del Winnipeg Lawn Tennis Club di Winnipeg, in Canada.

## Partecipanti

### Teste di serie
| Nazionalità   | Giocatore          | Ranking* | Testa di serie |
| ------------- | ------------------ | -------- | -------------- |
| Stati Uniti   | Jeffrey John Wolf  | 115      | 1              |
| Francia       | Térence Atmane     | 131      | 2              |
| Francia       | Benjamin Bonzi     | 150      | 3              |
| Stati Uniti   | Patrick Kypson     | 157      | 4              |
| Canada        | Alexis Galarneau   | 169      | 5              |
| Australia     | Tristan Schoolkate | 176      | 6              |
| Francia       | Hugo Grenier       | 183      | 7              |
| Corea del Sud | Hong Seong-chan    | 184      | 8              |

* Ranking al 1º luglio 2024.

### Altri partecipanti
I seguenti giocatori hanno ricevuto una wild card per il tabellone principale:
- Liam Draxl
- Vasek Pospisil
- Keegan Rice

Il seguente giocatore è entrato in tabellone come special exempt:
- Nishesh Basavareddy

I seguenti giocatori sono entrati in tabellone come alternate:
- Brandon Holt
- Yuta Shimizu

I seguenti giocatori sono passati dalle qualificazioni:
- Andres Martin
- Aidan Mayo
- Mark Lajal
- Hady Habib
- Antoine Bellier
- James Trotter

Il seguente giocatore è entrato in tabellone come lucky loser:
- Nicolás Mejía

## Punti e montepremi
| Torneo    | Torneo              | V     | F     | SF    | QF    | 2T    | 1T  | Q | Q2  | Q1  |
| Singolare | Punti               | 75    | 44    | 22    | 12    | 6     | 0   | 4 | 2   | 0   |
| Singolare | Premi in denaro ($) | 9 880 | 5 820 | 3 450 | 2 000 | 1 165 | 720 | – | 360 | 185 |
| Doppio    | Punti               | 75    | 44    | 22    | 12    | –     | 0   | – | –   | –   |
| Doppio    | Premi in denaro ($) | 4 250 | 2 450 | 1 480 | 880   | –     | 500 | – | –   | –   |

## Campioni

### Singolare
Benjamin Bonzi ha sconfitto in finale  Sho Shimabukuro con il punteggio di 5–7, 6–1, 6–4.

### Doppio
Christian Harrison /  Cannon Kingsley hanno sconfitto in finale  Yuta Shimizu /  Kaichi Uchida con il punteggio di 6–1, 6–4.